# Frans-Albert Schartau
Frans-Albert Vaksal Schartau (* 13. Juli 1877 in Kristianstad; † 6. Juni 1943 in Kävlinge) war ein schwedischer Sportschütze.

## Erfolge
Frans-Albert Schartau nahm an den Olympischen Spielen 1908 in London und 1912 in Stockholm teil. Mit der Freien Pistole platzierte er sich 1908 im Einzel und mit der Mannschaft ebenso im Mittelfeld, wie mit dem Kleinkalibergewehr auf das bewegliche und das verschwindende Ziel. Im Mannschaftswettbewerb mit dem Kleinkalibergewehr im liegenden Anschlag sicherte er sich die Silbermedaille, als er gemeinsam mit Vilhelm Carlberg, Eric Carlberg und Johan Hübner von Holst 737 Punkte erzielte und damit hinter Großbritannien und vor Frankreich Zweiter wurde. Bei den Spielen 1912 trat er lediglich im Wettbewerb mit der Duellpistole über 30 m an und belegte den 18. Rang.
Schartau war Hauptmann in der Göta livgarde, einem Infanterieregiment der Schwedischen Armee.